# 조시 호미
조시 호미(Josh Homme, 1973년 5월 17일 ~ )는 미국의 음악가이다.